# تالنیک
تالنیک (به لاتین: Talnik) یک منطقهٔ مسکونی در روسیه است که در باشقیرستان واقع شده‌است.